# 이의신청
이의신청이란 민원사항에 대한 거부처분에 대하여 불복이 있는 민원인이 처분을 받은 날부터 90일 이내에 제기하는 행정처분의 취소나 변경을 구하는 제도를 말한다. 민원인은 또 이의신청 여부와 관계없이 행정심판 또는 행정소송을 제기할 수 있다

## 판례
- 자동차운전면허점수제행정처분사무처리규칙 소정의 자체민원처리 제도에 기한 운전면허취소처분에 대한 이의신청은 행정소송의 전치요건인 행정심판청구에 해당하는 것으로 보는 것이 옳다.[1]
- '검사의 벌금 증의 징수명령'은 검사의 재산형 등의 집행명령과 같은 것이라고 해석되므로, 검사가 한 재항고인들에 대한 징수명령이 이의신청의 대상이 된다[2]
- 형사소송법 제489조에 의한 이의신청은 재판의 집행에 대한 검사의 처분을 시정하기 위한 거으로서 이미 재판의 집행이 종료된 후에는 이의신청의 실익이 없어 허용되지 않는다[3]

## 참고 문헌
- 찾기쉬운 생활법령정보 이의신청 보관됨 2016-03-04 - 웨이백 머신

## 같이 보기
- 대한민국 형사소송법 489조
- 징수명령